# Nigella hispanica
Nigella hispanica är en ranunkelväxtart som beskrevs av Carl von Linné. Nigella hispanica ingår i släktet nigellor, och familjen ranunkelväxter. Inga underarter finns listade i Catalogue of Life.

## Bildgalleri

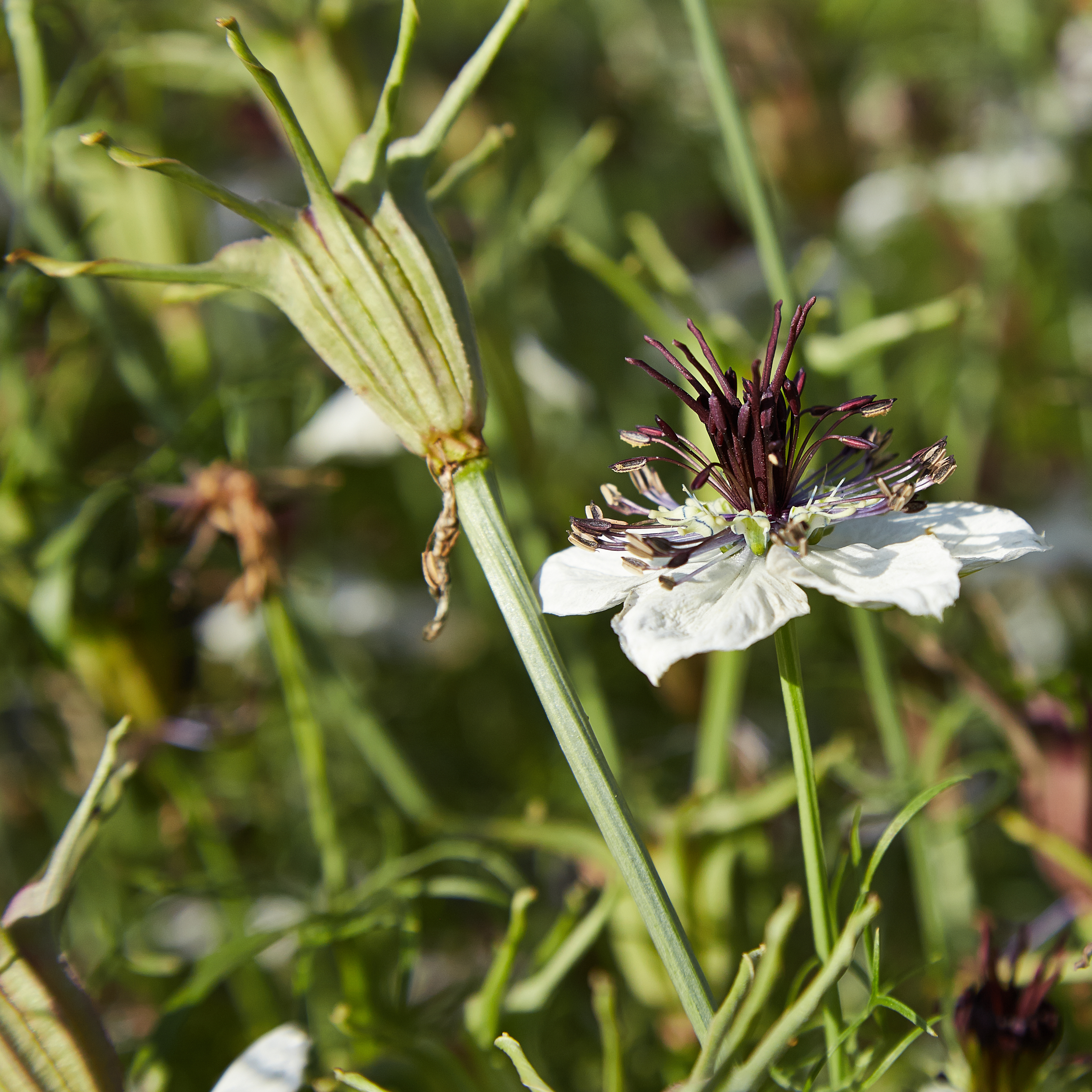
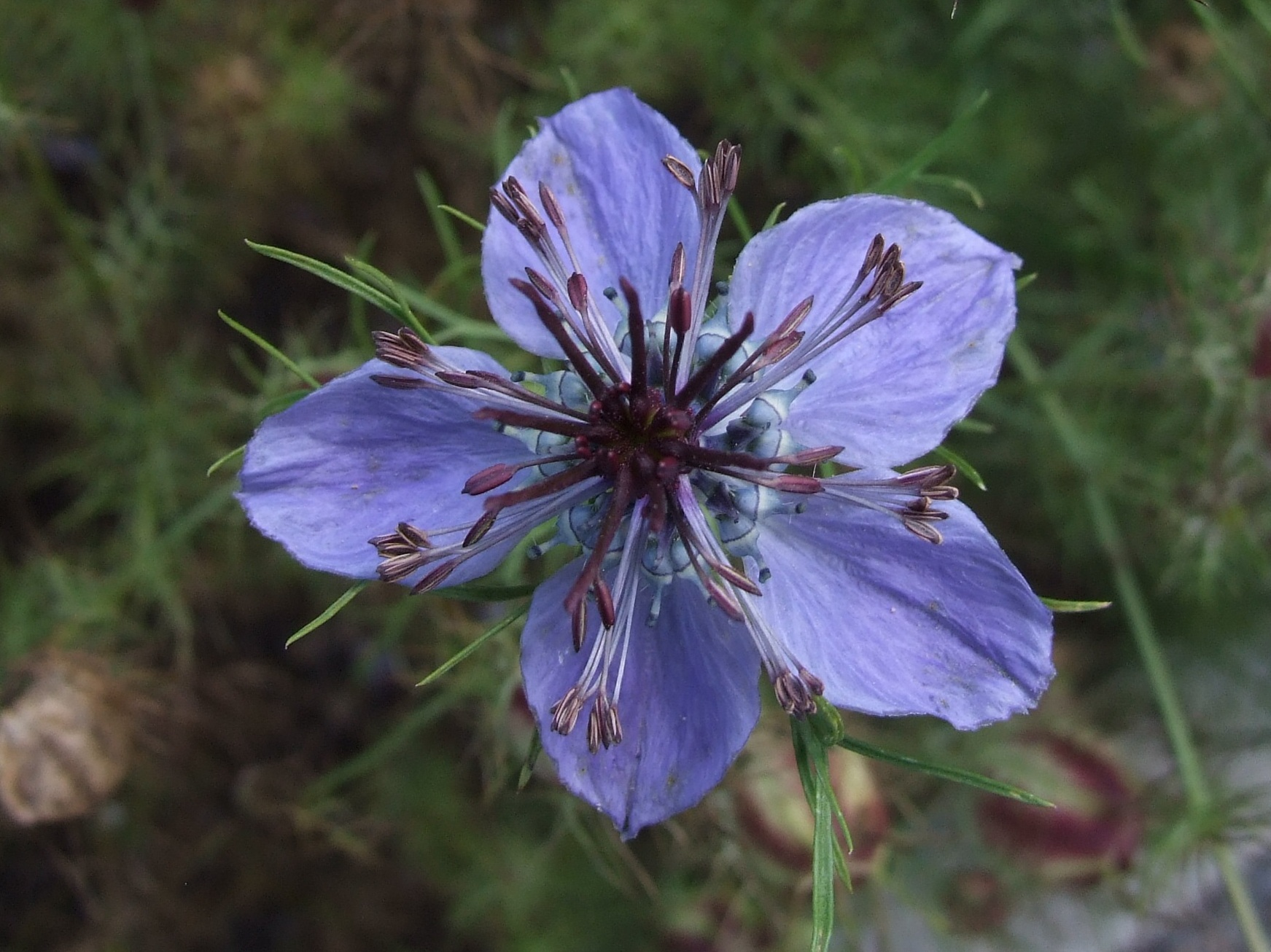
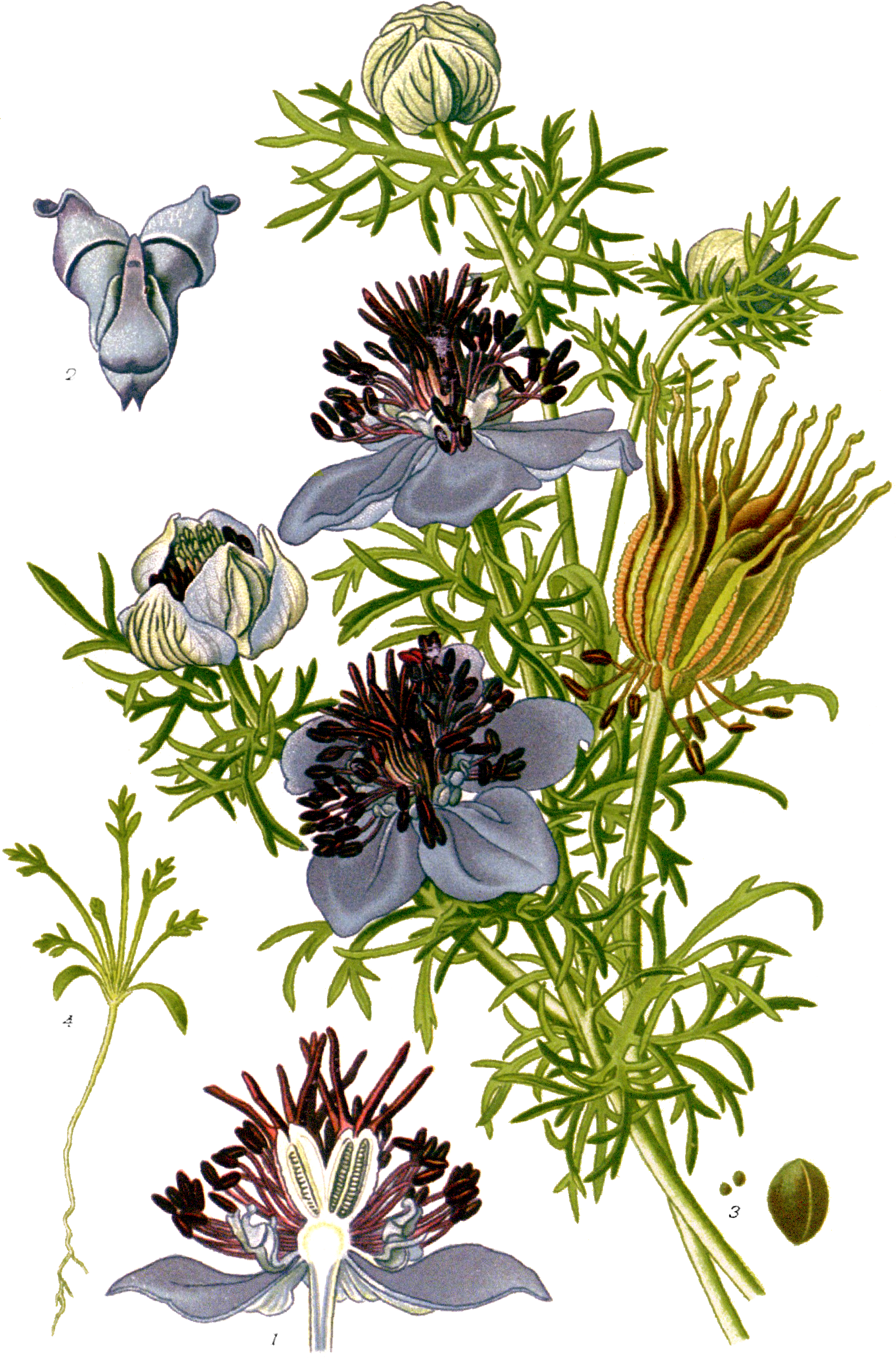